# Odontocarus
Odontocarus es un  género de coleópteros adéfagos de la familia Carabidae.

## Especies
Comprende las siguientes especies:
- Odontocarus asiaticus Chaudoir, 1852
- Odontocarus cephalotes Dejean, 1826
- Odontocarus holofernes Semenov & Znojko, 1929
- Odontocarus iranicus Jedlicka, 1968
- Odontocarus parilis Dvorak, 1993
- Odontocarus robustus (Dejean, 1831)
- Odontocarus samson Reiche & Saulcy, 1855
- Odontocarus silvestrii Gridelli, 1930
- Odontocarus zarudnianus Semenov & Znojko, 1929